# Бюст Антиноя-Меркурия (Эрмитаж)
Бюст Антиноя-Меркурия в Эрмитаже — древнеримский мраморный скульптурный портрет фаворита и возлюбленного римского императора Адриана Антиноя с крыльями-атрибутами на голове. Этот образ традиционно отождествляется с богом Меркурием (Гермесом), хотя такая иконография редка и сомнительна. Бюст был создан после трагической гибели юноши в 130 году, как один из множества аналогичных портретов в рамках посмертного культа.

## Описание

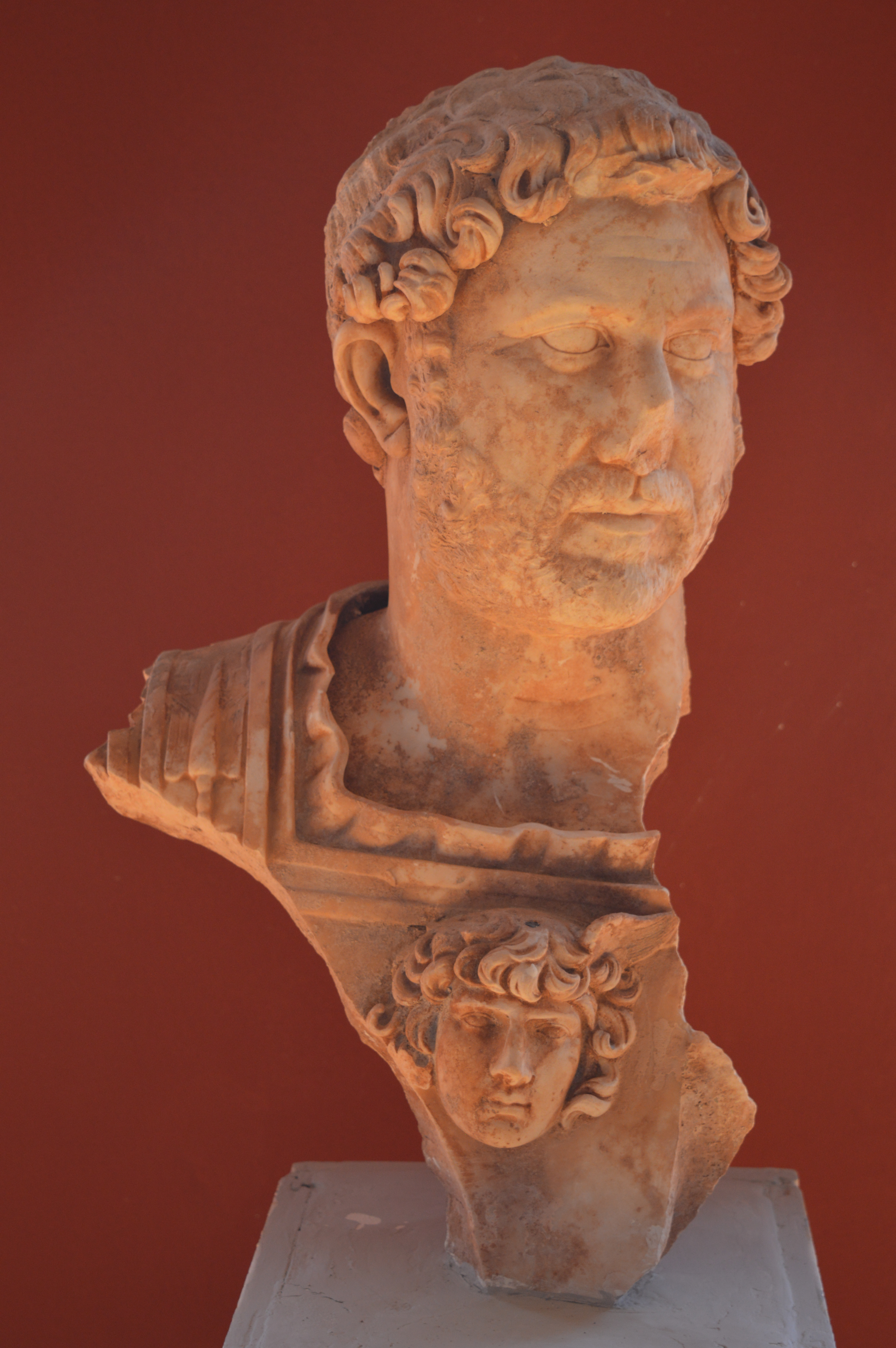
Бюст Адриана с Антиноем-Персеем из археологического музея Астроса

После трагической гибели в 130 году н. э. своего фаворита и возлюбленного Антиноя римский император Адриан объявил его богом. До самой смерти правителя в 138 году н. э. по всей стране создавались многочисленные скульптуры юноши. Часто это были портреты в образе какого-либо бога. Так, неизвестный римский мастер создал и статую так называемого Антиноя-Меркурия, бюст которой ныне хранится в Эрмитаже. Он имеет все каноничные черты изображения императорского фаворита: слегка наклонённая голова, крупные, строгие черты округлого лица, крупные растрёпанные локоны волос, большой прямой нос, пухлые губы, прямые расчерченные волосками брови, мечтательное, томное, меланхоличное выражением глаз. По характеру причёски выделяют три типа иконографии Антиноя: основной, мондрагонский и египетский. Этот бюст относится к первому.
Утерянные крылья-атрибуты Меркурия-Гермеса были добавлены реставраторами XVIII века на место сохранившихся на голове оснований. Некоторые исследователи полагают, что голова выше уровня глаз была создана заново. При этом отождествление с этим богом носит скорее исторический характер. Дело в том, что другие статуи, трактуемые ранее как иконографические образы Антиноя-Меркурия — «Антиной» Бельведерский и «Антиной» Капитолийский (Капитолийские музеи), а также Антиной Фарнезский (Национальный археологический музей Неаполя) — сейчас не считаются таковыми. Кроме того, в музее города Астрос хранится найденный на вилле Герода Аттика бюст Адриана. На его груди на доспехах вместо традиционного медальона-оберега в виде горгоны Медузы изображён Антиной с крылышками на голове, что явно отождествляет его с Персеем, открывая такую сторону его посмертного культа как его представление в образе героя-покровителя. Этот образ имеет большое сходство с эрмитажным портретом. Этот бюст также сравнивают с крылатой головой Дискофора в Старом музее в Берлине. При этом на монетах Антиной часто изображался в образе Гермеса.
В Эрмитаже бюст размещён в зале Большой вазы (№ 128), где экспонируются ещё две античные скульптуры Антиноя, на этот раз в образе бога Диониса: в венке из плюща и в венке из пинии.
|                  | - |
| Голова Дискофора |   |

## История

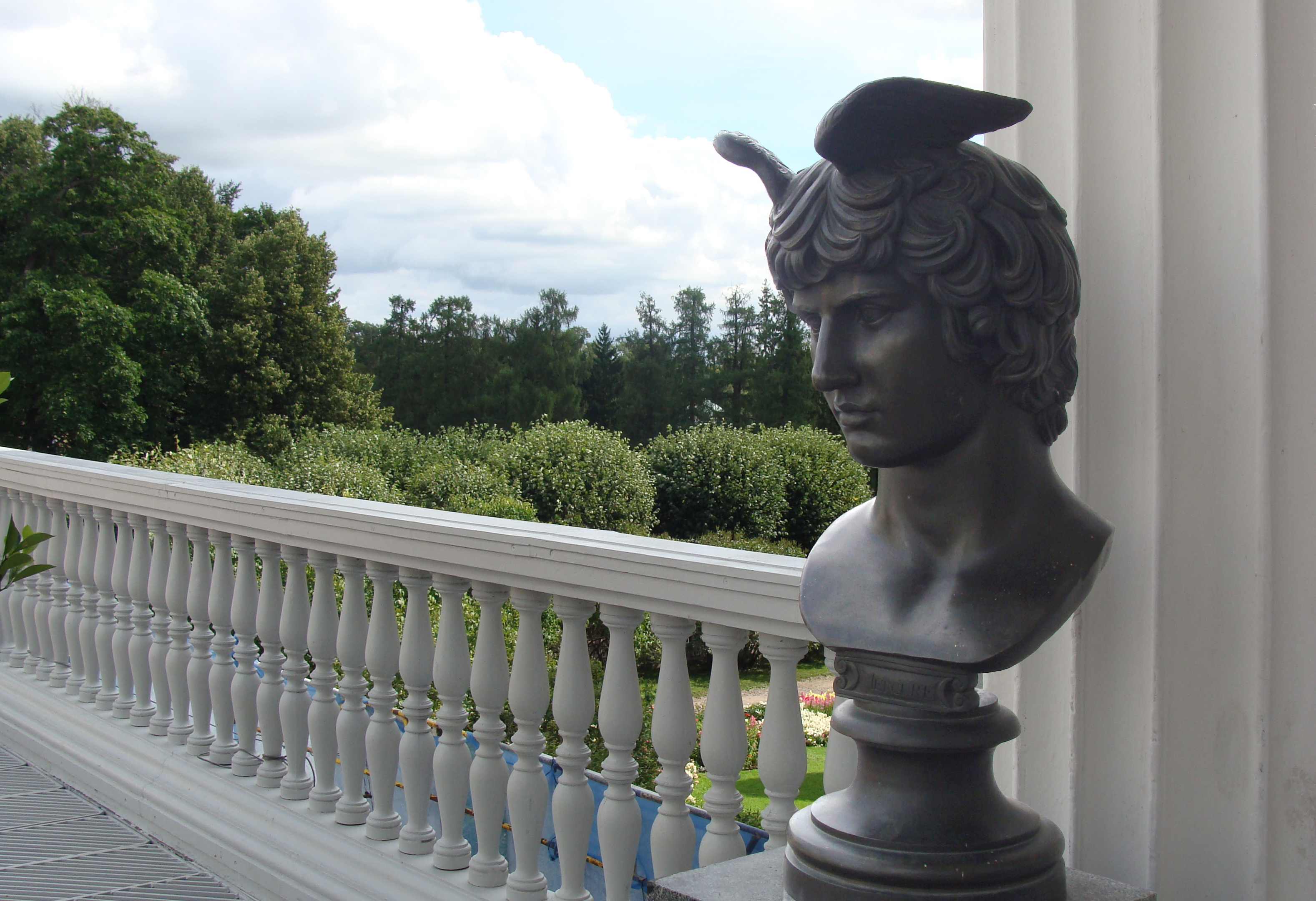
В Камероновой галерее

Бюст Антиноя-Меркурия происходит из собрания английского антиквара и банкира Джона Лайда Брауна. Он был приобретён среди прочих предметов у этого коллекционера императрицей Екатериной II в 1783 или 1784 году. Бюст находился в Царском Селе: сначала, вероятно, в павильоне «Утренний зал» (опись 1787 года), потом в «Концертном зале» (опись 1791 года), а после смерти императрицы возвращён обратно (опись 1797 года). Изначально скульптура идентифицировалась как Меркурий. Такое название осталось за его бронзовой копией, установленной на колоннаде Камероновой галереи. После открытия во второй половине XIX века Императорского музея бюст Антиноя-Меркурия был перемещён в Новый Эрмитаж. В каталоге 1865 года, составленном директором Эрмитажа Степаном Гедеоновым, он фигурирует под номером 74.

### Происхождение
Отражённая во многих каталогах информация о том, что бюст Антиноя-Меркурия был найден Гэвином Гамильтоном при раскопках руин виллы Адриана в Тиволи, ошибочна. Путаница возникла с другой античной головой возлюбленного Адриана, которая была приобретена у Гамильтона Иваном Шуваловым и ныне хранится в Большом дворце Гатчины. В каталоге Лайда Брауна 1779 года источником бюста Антиноя-Меркурия названа «одна из главных вилл Рима».
Исследователь Александр Круглов отмечает, что это не могла быть резиденция Адриана, поскольку та указывалась в книге отдельно. По его предположению такая неопределённая запись в каталоге могла значить то, что место находки известно приблизительно, или что находка была совершена недавно и в каталог была включена впопыхах. Это может быть найденная на вилле Дориа-Памфили голова Антиноя, о которой Гэвин Гамильтон упоминает в своём письме от 6 мая 1770 года. Или бюст происходит из собрания виллы Перетти-Монтальто-Негрони-Массимо. В его описании XVII века значится голова Антиноя. Известно, что из этой коллекции часть скульптур были приобретены Лайдом Брауном. Но возможно это одна из скульптур, найденных на этой вилле Гавином Гамильтоном 5 декабря 1777 года, или находка маркиза Массимo. Учитывая, что в каталоге Брауна Антиной-Меркурий значится в сдвоенной записи вместе с Антиноем-Дионисом, купленным у владельцев виллы Массимо, то возможно первый имеет то же происхождение. При этом оба этих места в каталоге Брауна отдельно не маркировались.

## В культуре
Петербургская художница Ольга Тобрелутс в 1990-х годах занималась творческим исследованием образа Антиноя. В 1994 году она нарисовала картину, в которой соединила образ Гермеса с фотографией Юрия Гагарина, ставшего в то время символом молодёжной субкультуры и рейва. В чертах античного образа благодаря строению прически узнаваем эрмитажный бюст.